# Sveriges bilradio

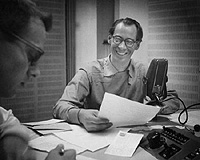
"CeGe" i radiostudion 1967.

Sveriges bilradio var ett radioprogram med Carl-Gunnar Hammarlund som sändes mellan åren 1956 och 1973.
Premiärprogrammet sändes den 19 maj 1956 med Hammarlund som programledare och Hasse Alfredson som producent. Carl-Gunnar Hammarlund, "CeGe" Hammarlund, var en välkänd programledare med sin lätt nasala hälsningsfras "Hejsan-hejsan!", och han var populär bland svenska folket. 
Signaturmelodin till programmet, Jalopy med Kermit Leslie And His Orchestra,  utgavs år 1954, två år innan programmet startade. Melodin användes senare som signatur i TV-programmet Bosse Bildoktorn.
Det motsvarande radioprogram som tog över efter Sveriges bilradio blev Hallå bilist, som 1981 döptes om till Hallå trafikant.